# Wander Over Yonder
Wander Over Yonder là sê-ri phim hoạt hình được tạo bởi Craig McCraken và sản xuất bởi Disney cho Disney XD. Bộ phim được chiếu thử vào ngày 16 tháng 8 năm 2013, và chính thức ra mắt vào ngày 13 tháng 9 năm 2013. Người sáng tạo ra chương trình, Craig McCraken ngoài ra còn sáng tạo ra chương trình The Powerpuff Girls.

## Nội dung
Chương trình nói về Wander, một người sống vô định khắp thiên hà cùng với người bạn và cũng là chiến mã của mình, Sylvia, đi chu du hành tinh này đến hành tinh khác để giúp mọi người sống vui vẻ và tự do, bất chấp sự xâm chiếm các hành tinh của chúa tể Căm Thù (Lord Hater), kẻ phản diện xấu xa nhất vũ trụ, với đội quân Mắt To.